# Communauté de communes de la Porte du Vignoble
Die Communauté de communes de la Porte du Vignoble war ein französischer Gemeindeverband mit der Rechtsform einer Communauté de communes im Département Bas-Rhin in der Region Grand Est. Sie wurde am 20. Dezember 2007 gegründet und bestand aus zehn Gemeinden. Der Verwaltungssitz befand sich im Ort Marlenheim.

## Mitgliedsgemeinden
1. Bergbieten
2. Dahlenheim
3. Dangolsheim
4. Flexbourg
5. Kirchheim
6. Marlenheim
7. Nordheim
8. Odratzheim
9. Scharrachbergheim-Irmstett
10. Wangen

## Historische Entwicklung
Eine gleichnamige Vorgängerorganisation wurde bereits im Jahre 1994 gegründet. 2003 kam zu ihr die Gemeinde Nordheim hinzu. Der Gemeindeverband fusionierte mit Wirkung vom 1. Januar 2008 mit der Communauté de communes des Villages du Kehlbach und wurde damit neu gegründet.
Am 1. Januar 2017 wurde der Gemeindeverband mit der Communauté de communes des Coteaux de la Mossig zur neuen Communauté de communes de la Mossig et du Vignoble zusammengeschlossen.